# Neue Querstraße

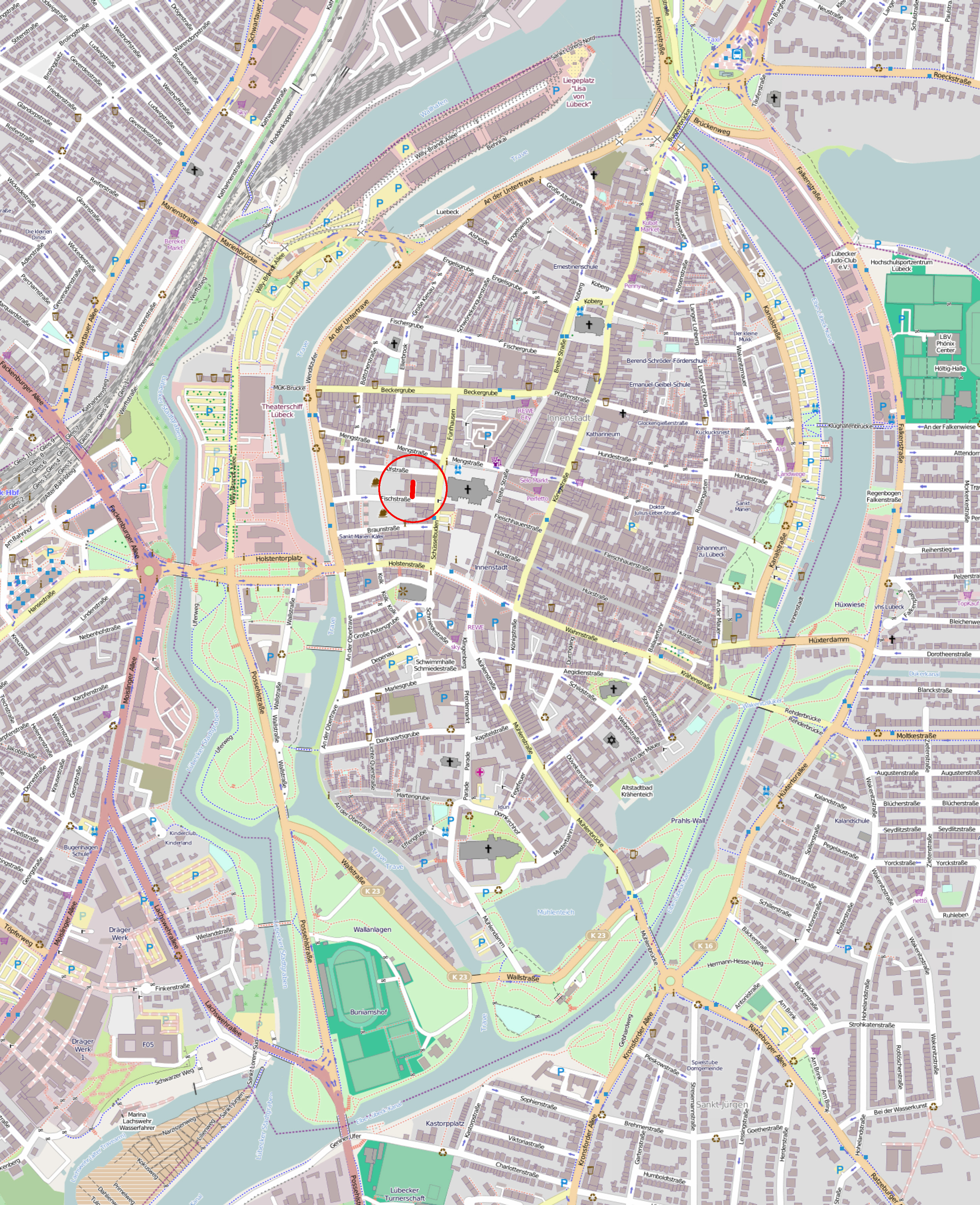
Die Lage der Neuen Querstraße, rot markiert

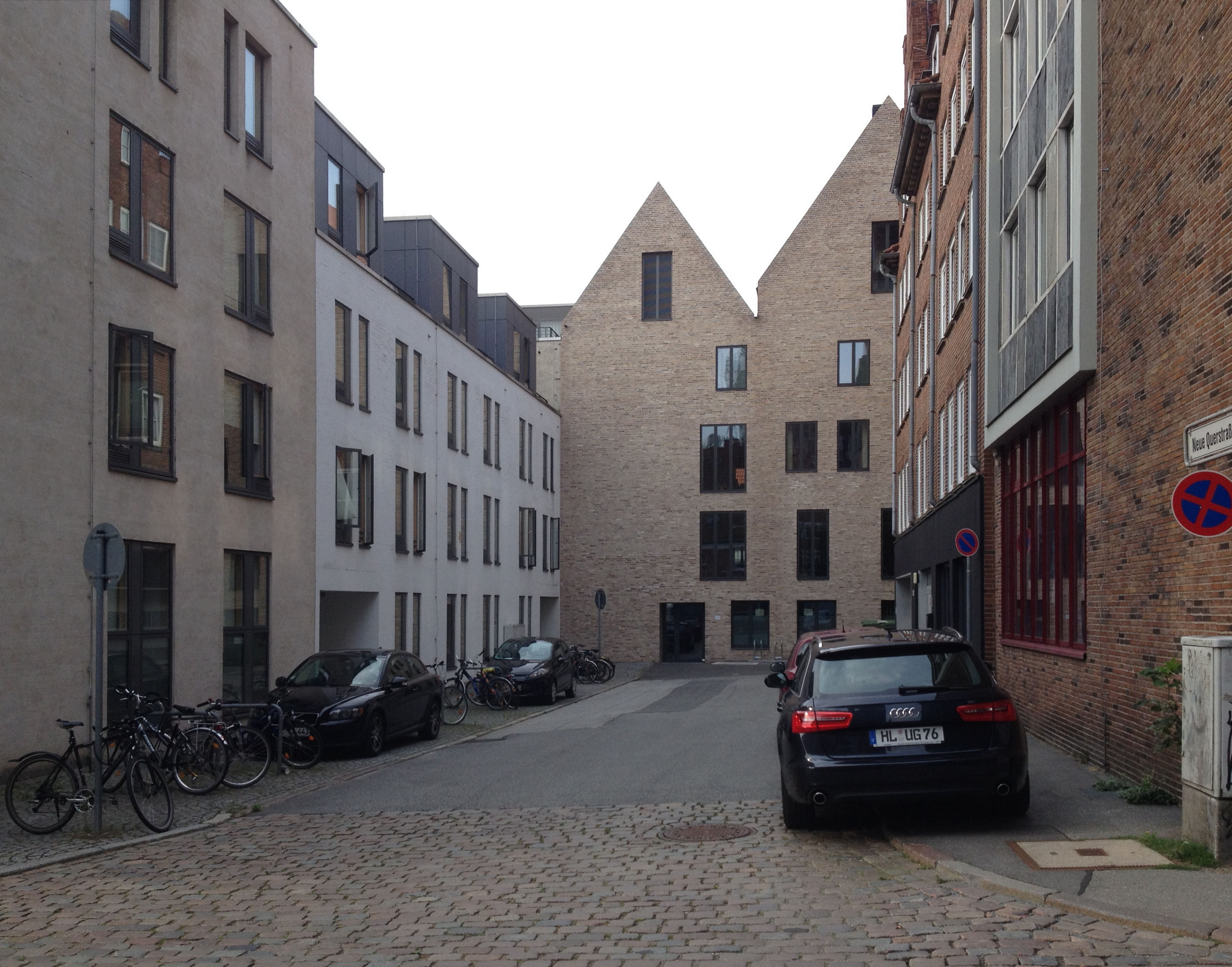
Die Neue Querstraße

Die Neue Querstraße ist eine Straße der Lübecker Altstadt.

## Lage
Die etwa 60 Meter lange Neue Querstraße befindet sich im sogenannten Gründerviertel der Altstadtinsel, im Marien Quartier. Sie verbindet die Alfstraße mit der Fischstraße.

## Geschichte
Zusammen mit der Bierspünderstraße ist die Neue Querstraße eine von nur zwei Straßen der Lübecker Altstadt, die nach dem Zweiten Weltkrieg völlig neu angelegt wurden und keine historischen Vorgänger haben. Sie wurde in den 1950er Jahren beim Wiederaufbau des sogenannten Gründerviertels zwischen Marienkirche und Trave, das beim Bombenangriff vom 29. März 1942 nahezu vollständig vernichtet worden war, dem Straßenraster hinzugefügt. Seit dem Bau des Ulrich-Gabler-Hauses an der Ecke Alfstraße / Schüsselbuden in den Jahren 2011–2013 ist die Neue Querstraße in Richtung Alfstraße eine Sackgasse.
Der Name, den sie 1953 erhielt, lehnt sich an die Bezeichnungen der Straßen an, welche die Querverbindungen zwischen den zur Trave hinabführenden Straßenzügen darstellen, wie etwa die Siebente Querstraße oder die Gerade Querstraße.